# Yepa
Yepa est un prénom féminin.

## Sens et origine du prénom
- Prénom féminin d'origine nord-amérindienne[1].
- Prénom qui signifie « princesse de l'hiver ».

## Prénom de personnes célèbres et fréquence
- Prénom aujourd'hui peu usité aux États-Unis [2].
- Prénom qui n'a jamais été donné en France[3].